# زدوخوویتسه
زدوخوویتسه (به چکی: Zduchovice) یک منطقهٔ مسکونی در جمهوری چک است که در شهرستان پرژیبرام واقع شده‌است.